# Abbeville (Carolina del Sud)
Abbeville è una città della Carolina del Sud (USA), capoluogo della Contea di Abbeville. La popolazione al censimento del 2000 era di 5.840 abitanti.

## Geografia fisica
Abbeville è situata a 34°10'43" N, 82°22'45" O. L'U.S. Census Bureau certifica che la città occupa un'area totale di 15,20 km², interamente composti da terra

## Società

### Evoluzione demografica
Al censimento del 2000, risultano 5.840 abitanti, 2.396 nuclei familiari e 1.574 famiglie residenti in città. La densità della popolazione è di 384,21 ab./km². Ci sono 2.654 alloggi con una densità di 174,60/km². La composizione etnica della città è 50,46% bianchi, 48,48% neri o afroamericani, 0,12% nativi americani, 0,26% asiatici, 0,02% isolani del Pacifico, 0,19% di altre razze, e 0,48% meticci. Lo 0,75% della popolazione è ispanica.
Dei 2.396 nuclei familiari, il 30,70% ha figli di età inferiore ai 18 anni che vivono in casa, il 37,10% sono coppie sposate che vivono assieme, il 23,90% è composto da donne con marito assente, e il 34,30% sono non-famiglie. Il 30,60% di tutti i nuclei familiari è composto da singoli e il 13,90% da singoli con più di 65 anni di età. La dimensione media di un nucleo familiare è di 2,39 mentre la dimensione media di una famiglia è di 2,97.
La suddivisione della popolazione per fasce d'età è la seguente: 27,20% sotto i 18 anni, 8,80% dai 18 ai 24, 25,90% dai 25 ai 44, 21,20% dai 45 ai 64, e 16,80% oltre i 65 anni. L'età media è 36 anni. Per ogni 100 donne ci sono 80,40 uomini. Per ogni 100 donne sopra i 18 anni ci sono 73,90 uomini.
Il reddito medio di un nucleo familiare è di 25.756$, mentre per le famiglie è di 30.040$. Gli uomini hanno un reddito medio di 28.339$ contro i 21.824$ delle donne. Il reddito pro capite del paese è di 13.274$. Il 19,80% della popolazione e il 16,30% delle famiglie è sotto la soglia di povertà. Sul totale della popolazione, il 29,20% dei minori di 18 anni e il 20,90% di chi ha più di 65 anni vive sotto la soglia di povertà.